# Solo Leveling
Solo Leveling (kor. 나 혼자만 레벨업 Na honjaman rebeleop) – powieść internetowa napisana przez Chugonga, publikowana od lipca 2016 do marca 2018 na platformie KakaoPage. Seria została wydana także w wersji fizycznej przez D&C Media pod imprintem Papyrus, ukazując się od listopada 2016 do kwietnia 2018.
Na podstawie powieści powstał webtoon zilustrowany przez Jang Sung-raka (Dubu), który ukazywał się w tym samym serwisie od marca 2018 do grudnia 2021. W Polsce prawa do jego dystrybucji nabyło Waneko.
Adaptacja w formie serialu anime, wyprodukowanego przez studio A-1 Pictures, była emitowana od stycznia do marca 2024. Drugi sezon był nadawany od stycznia do marca 2025.

## Fabuła
W świecie, w którym łowcy – wojownicy posiadający nadprzyrodzone zdolności – muszą walczyć ze śmiertelnymi potworami, aby chronić ludzkość przed pewną zagładą, notorycznie słaby łowca imieniem Sung Jin-woo znajduje się w pozornie niekończącej się walce o przetrwanie. Pewnego dnia, po tym jak ledwo przeżył tragedię, która zdarzyła się w przytłaczająco potężnym podwójnym lochu i przyczyniła się do śmierci prawie całej jego drużyny, tajemniczy program zwany Systemem wybiera go na jedynego gracza, dając mu zdolność do zwiększania poziomu siły i przekształcania każdego, kogo zabije, w lojalnego sługę zwanego cieniem. Następnie Jin-woo wyrusza w podróż, podczas której stawia czoła wszelkiego rodzaju wrogom, ludziom i potworom, aby odkryć sekrety lochów i prawdziwe źródło swoich mocy.

## Bohaterowie
- Sung Jin-woo (kor. 성진우 Seong Jin-u) / Shun Mizushino (jap. 水篠 旬 Mizushino Shun)

Seiyū: Taito Ban 
- Yoo Jin-ho (kor. 유진호 Yu Jin-ho) / Kenta Morobishi (jap. 諸菱 賢太 Morobishi Kenta)

Seiyū: Genta Nakamura 
- Sung Jin-ah (kor. 성진아 Seong Jin-a) / Aoi Mizushino (jap. 水篠 葵 Mizushino Aoi)

Seiyū: Haruna Mikawa 
- Lee Joo-hee (kor. 이주희 I Ju-hui) / Eri Mizuki (jap. 観月 絵里 Mizuki Eri)

Seiyū: Rina Honnizumi 
- Cha Hae-in (kor. 차해인 Cha Hae-in) / Shizuku Kousaka (jap. 向坂 雫 Kōsaka Shizuku)

Seiyū: Reina Ueda 
- Go Gun-hee (kor. 고건희 Gu Geon-hui) / Kyoomi Gotou (jap. 後藤 清臣 Gotō Kyoomi)

Seiyū: Banjō Ginga 
- Baek Yoon-ho (kor. 백윤호 Baek Yun-ho) / Taiga Shirakawa (jap. 白川 大虎 Shirakawa Taiga)

Seiyū: Hiroki Tōchi 
- Choi Jong-in (kor. 최종인 Choe Jong-in) / Shin Mogami (jap. 最上 真 Mogami Shin)

Seiyū: Daisuke Hirakawa 
- Woo Jin-chul (kor. 우진철 U Jin-cheol) / Akira Inukai (jap. 犬飼 晃 Inukai Akira)

Seiyū: Makoto Furukawa 

## Powieść internetowa
Seria ukazywała się od 25 lipca 2016 do 13 marca 2018 na platformie KakaoPage, należącej do Kakao. Później została wydana także w wersji fizycznej przez D&C Media pod imprintem Papyrus. Pierwszy tom opublikowano 4 listopada 2016, ostatni zaś 18 kwietnia 2018.
| Nr         | Data wydania (język koreański) | ISBN (język koreański) |
| ---------- | ------------------------------ | ---------------------- |
| 1          | 4 listopada 2016               | ISBN 979-11-7033-666-2 |
| 2          | 4 listopada 2016               | ISBN 979-11-7033-667-9 |
| 3          | 21 grudnia 2016                | ISBN 979-11-7033-755-3 |
| 4          | 25 stycznia 2017               | ISBN 979-11-7033-858-1 |
| 5          | 23 lutego 2017                 | ISBN 979-11-7033-911-3 |
| 6          | 30 marca 2017                  | ISBN 979-11-7033-976-2 |
| 7          | 4 kwietnia 2017                | ISBN 979-11-6140-318-2 |
| 8          | 24 maja 2017                   | ISBN 979-11-6140-412-7 |
| 9          | 22 czerwca 2017                | ISBN 979-11-6140-467-7 |
| 10         | 20 lipca 2017                  | ISBN 979-11-6140-549-0 |
| 11         | 24 sierpnia 2017               | ISBN 979-11-6140-626-8 |
| 12         | 21 września 2017               | ISBN 979-11-6140-693-0 |
| 13         | 27 października 2017           | ISBN 979-11-6140-827-9 |
| Side Story | 18 kwietnia 2018               | ISBN 979-11-6268-337-8 |

## Webtoon
Adaptacja w formie webtoonu ukazywała się w serwisie KakaoPage od 4 marca 2018 do 29 grudnia 2021, licząc łącznie 179 rozdziałów. Została zilustrowana przez Jang Sung-raka (Dubu), dyrektora generalnego Redice Studio, który zmarł 23 lipca 2022 po krwotoku śródmózgowym.
14 sierpnia 2024 wydanie manhwy w Polsce zapowiedziało wydawnictwo Waneko, premiera zaś odbyła się 13 września tego samego roku.
| Nr | Język koreański     | Język koreański        | Język polski      | Język polski           |
| Nr | Data wydania        | ISBN                   | Data wydania      | ISBN                   |
| -- | ------------------- | ---------------------- | ----------------- | ---------------------- |
| 1  | 26 września 2019    | ISBN 979-11-89320-29-4 | 13 września 2024  | ISBN 978-83-8242-833-9 |
| 2  | 30 stycznia 2020    | ISBN 979-11-89320-36-2 | 16 listopada 2024 | ISBN 978-83-8242-834-6 |
| 3  | 27 sierpnia 2020    | ISBN 979-11-89320-69-0 | 16 stycznia 2025  | ISBN 978-83-8242-835-3 |
| 4  | 29 kwietnia 2021    | ISBN 979-11-91363-73-9 | 17 marca 2025     | ISBN 978-83-8242-836-0 |
| 5  | 7 października 2021 | ISBN 979-1-16-777002-8 | 14 maja 2025      | ISBN 978-83-8242-837-7 |
| 6  | 25 lipca 2022       | ISBN 979-1-16-777037-0 | 16 lipca 2025     | ISBN 978-83-8242-838-4 |
| 7  | 22 lutego 2023      | ISBN 979-1-16-777070-7 | —                 |                        |
| 8  | 25 maja 2023        | ISBN 979-1-16-777089-9 | —                 |                        |
| 9  | 30 sierpnia 2023    | ISBN 979-1-16-777113-1 | —                 |                        |
| 10 | 18 kwietnia 2024    | ISBN 979-1-19-354981-0 | —                 |                        |
| 11 | 4 czerwca 2024      | ISBN 979-1-19-382120-6 | —                 |                        |
| 12 | 29 sierpnia 2024    | ISBN 979-1-19-382139-8 | —                 |                        |
| 13 | 28 listopada 2024   | ISBN 979-1-19-382173-2 | —                 |                        |

## Anime

Logo adaptacji anime

Adaptacja w postaci telewizyjnego serialu anime została ogłoszona podczas Anime Expo 2022. Seria została wyprodukowana przez studio A-1 Pictures i wyreżyserowana przez Shunsuke Nakashige. Scenariusz napisał Noboru Kimura, postacie zaprojektowała Tomoko Sudo, a muzykę skomponował Hiroyuki Sawano. Pierwotnie premiera była zaplanowana na 2023 rok, jednakże została opóźniona, a emisja ostatecznie trwała zaś od 7 stycznia do 31 marca 2024 w Tokyo MX i innych stacjach. Motywem otwierającym jest „Level” w wykonaniu Sawano i Tomorrow X Together, natomiast kończącym „Request” autorstwa Krage.
Prawa do dystrybucji w obu Amerykach, Europie, Afryce, Oceanii, na Bliskim Wschodzie, w krajach WNP i Indiach nabył Crunchyroll. Licencję na dystrybucję w Azji Południowo-Wschodniej i Oceanii (z wyjątkiem Australii i Nowej Zelandii) posiada Medialink. Przedpremierowe pokazy pierwszych odcinków odbyły się 10 grudnia 2023 w Tokio, Seulu, Los Angeles, Indiach i Europie.
Po emisji ostatniego odcinka zapowiedziano sezon drugi zatytułowany Arise from the Shadow. Jego emisja rozpoczęła się 5 stycznia i zakończyła 30 marca 2025. Motyw otwierający, zatytułowany „Reawaker”, zaśpiewali Lisa i Felix ze Stray Kids, natomiast końcowy, „Un-Apex”, wykonuje TK from Ling Tosite Sigure. Film kompilacyjny pierwszego sezonu, zatytułowany ReAwakening, był wyświetlany w Japonii od 29 listopada do 12 grudnia 2024 wraz z pierwszymi dwoma odcinkami drugiego sezonu. Premiera w polskich kinach miała miejsce 13 grudnia. 

### Lista odcinków

#### Sezon 1
| №   | #   | Tytuł                                | Reżyseria                     | Scenariusz         | Premiera         |
| --- | --- | ------------------------------------ | ----------------------------- | ------------------ | ---------------- |
| 1   | 1   | I’m Used to It                       | Shunsuke Nakashige            | Noboru Kimura      | 7 stycznia 2024  |
| 2   | 2   | If I Had One More Chance             | Yūya Horiuchi                 | Fuuka Ishii        | 14 stycznia 2024 |
| 3   | 3   | It’s Like a Game                     | Takayuki Kikuchi              | Shingo Irie        | 21 stycznia 2024 |
| 4   | 4   | I’ve Gotta Get Stronger              | Toru Hamasaki                 | Shingo Irie        | 28 stycznia 2024 |
| 5   | 5   | A Pretty Good Deal                   | Makiko Hayase                 | Norimitsu Kaihō    | 4 lutego 2024    |
| 6   | 6   | The Real Hunt Begins                 | Takashi Sakuma                | Norimitsu Kaihō    | 11 lutego 2024   |
| 7   | 7   | Let’s See How Far I Can Go           | Yūya Horiuchi                 | Shigeru Murakoshi  | 18 lutego 2024   |
| 7,5 | 7,5 | How to Get Stronger                  | –                             | –                  | 25 lutego 2024   |
| 8   | 8   | This Is Frustrating                  | Hiromu Oshiro                 | Shunsuke Nakashige | 3 marca 2024     |
| 9   | 9   | You’ve Been Hiding Your Skills       | Hirotaka Tokuda               | Shingo Irie        | 10 marca 2024    |
| 10  | 10  | What Is This, a Picnic?              | Yūya Horiuchi, Takashi Sakuma | Yoshikazu Tominaga | 17 marca 2024    |
| 11  | 11  | A Knight Who Defends an Empty Throne | Takayuki Kikuchi              | Noboru Kimura      | 24 marca 2024    |
| 12  | 12  | Arise                                | Shunsuke Nakashige            | Noboru Kimura      | 31 marca 2024    |

#### Sezon 2
| №  | #  | Tytuł                               | Reżyseria          | Scenariusz         | Premiera         |
| -- | -- | ----------------------------------- | ------------------ | ------------------ | ---------------- |
| 13 | 1  | You Aren’t E-Rank, Are You?         | Yūya Horiuchi      | Shigeru Murakoshi  | 5 stycznia 2025  |
| 14 | 2  | I Suppose You Aren’t Aware          | Tatsuya Sasaki     | Fūka Ishii         | 12 stycznia 2025 |
| 15 | 3  | Still a Long Way to Go              | Kōji Furukuwa      | Noboru Kimura      | 19 stycznia 2025 |
| 16 | 4  | I Need to Stop Faking               | Makiko Hayase      | Noboru Kimura      | 26 stycznia 2025 |
| 17 | 5  | This Is What We’re Trained to Do    | Kento Toya         | Shigeru Murakoshi  | 2 lutego 2025    |
| 18 | 6  | Don’t Look Down on My Guys          | Takayuki Kikuchi   | Fūka Ishii         | 9 lutego 2025    |
| 19 | 7  | The 10th S-Rank Hunter              | Hiromu Ōshiro      | Yoshikazu Tominaga | 16 lutego 2025   |
| 20 | 8  | Looking Up Was Tiring Me Out        | Tatsuya Sasaki     | Noboru Kimura      | 23 lutego 2025   |
| 21 | 9  | It Was All Worth It                 | Yūya Horiuchi      | Shigeru Murakoshi  | 2 marca 2025     |
| 22 | 10 | We Need a Hero                      | Hirotaka Tokuda    | Fūka Ishii         | 9 marca 2025     |
| 23 | 11 | It’s Going to Get Even More Intense | Kento Toya         | Yoshikazu Tominaga | 16 marca 2025    |
| 24 | 12 | Are You the King of Humans?         | Ryūtarō Suzuki     | Noboru Kimura      | 23 marca 2025    |
| 25 | 13 | On to the Next Target               | Shunsuke Nakashige | Shunsuke Nakashige | 30 marca 2025    |

## K-drama
W październiku 2023 poinformowano, że trwają prace nad adaptacją w postaci k-dramy.

## Gra komputerowa
W styczniu 2022 Netmarble ogłosiło, że pracuje nad komputerową grą fabularną opartą na serii. Gra, zatytułowana, Solo Leveling: Arise, została wydana 18 marca 2024.